# Campanula cochleariifolia
Campanula cochleariifolia is een overblijvend kruid uit de klokjesfamilie (Campanulaceae). De soort is naar het echt lepelblad (Cochlearia officinalis subsp. officinalis) vernoemd, omdat de grondbladeren op elkaar lijken.

## Kenmerken
De plant wordt 5-15 ( soms tot 30) cm hoog. De stengel is aan de onderzijde dicht bebladerd, meer naar boven spaarzaam bebladerd. De stengel is aan de basis behaard. De onderste bladeren zijn gesteeld en rond tot eirond, meer naar boven zittend en langwerpig tot lancetvormig.
De kleur van de bloemen varieert van lichtblauw tot blauwlila. De bloeitijd loopt van juli tot in augustus. De bloemen groeien in trosjes van twee tot zes, zijn knikkend en 10-18 mm lang.

## Voorkomen
De plant is allereerst in de kalkrijke delen van de Alpen aan te treffen. Het totale verspreidingsgebied loopt van de Pyreneeën tot de Karpaten in de Balkan. Ook de Jura en het Zwarte Woud horen tot het verspreidingsgebied. De kalkminnende plant houdt van rotsige plaatsen (bijvoorbeeld tussen de los liggende rotsen aan de voeten van berghellingen), in rotsspleten, langs muren en grasvelden tot 3000 m hoogte.